# Департамент транспорта Гонконга
Департамент транспорта Гонконга несет ответственность за транспортную политику Гонконга. Оно отчитывается перед Бюро транспорта и жилищного строительства Гонконга.